# John Arpin
John Francis Oscar Arpin (Port McNicoll, Ontario, 3 de diciembre de 1936 – 8 de noviembre de 2007) fue un compositor, músico y pianista canadiense, conocido sobre todo por sus piezas de ragtime.
Arpin estudió piano en The Royal Conservatory of Music, consiguiendo el diploma en 1953. También estudió la Facultad de Música en la Universidad de Toronto.
Arpin realizó numerosas actuaciones y giras. Falleció el 8 de noviembre de 2007 en Toronto, Ontario.

## Grabaciones
Arpin grabó más de sesenta álbumes, principalmente de ragtime, pero también interpretó música de Broadway, pop y clásica europea.
En 2002, grabó siete CD de música para piano solo con el sello discográfico April Avenue. Estos álbumes incluían temas favoritos de Broadway y melodías pop conocidas. Aunque solo dos recopilatorios siguen disponibles en formato CD, la mayoría de las demás pistas aún se pueden encontrar en iTunes. Aquí tienes una lista completa:
| - A Nightingale Sang in Berkeley Square - All The Way - An Affair To Remember - Any Dream Will Do - As Time Goes By - Bewitched - Blue Moon - Brian's Song - Cabaret - Call Me Irresponsible - Cheek To Cheek - Climb Every Mountain - Dear Heart - Don't Cry For Me Argentina - Edelweiss - Fly Me to the Moon - Georgia on My Mind - Getting To Know You - Have You Met Miss Jones? - Hello Young Lovers - Here - I Didn't Know What Time It Was - I Left My Heart in San Francisco - I Only Have Eyes For You - I Will Wait For You - If I Loved You - Isn't It Romantic? - It Had To Be You - It Might As Well Be Spring - It's Impossible - I've Got You Under My Skin - Jean - Killing Me Softly - La Mer - Little Girl Blue - Love Is A Many-Splendored Thing - Mame - Manhattan - Memory - Misty - Moon River - More - Mountain Greenery - My Funny Valentine - My Romance - My Way - Nadia's Theme | - Oh What a Beautiful Morning - On The Street Where You Live - Once Upon A Time - Over The Rainbow - People - People Will Say We're in Love - Put on a Happy Face - Que Sera - Raindrops Keep Falling on My Head - Sera - Smile - Smoke Gets in Your Eyes - Some Enchanted Evening - Spanish Eyes - Spring Is Here - Star Dust - Stranger on the Shore - Tammy - The Blue Room - The Days of Wine And Roses - The Entertainer - The Look of Love - The Music of the Night - The Shadow of Your Smile - The Sound of Music - The Surrey with the Fringe on Top - The Way We Were - Theme From "Nicholas And Alexandra" - There And Everywhere - There's A Small Hotel - Till There Was You - Tomorrow - Unchained Melody - Unforgettable - We Kiss in a Shadow - What I Did For Love - What Kind of Fool Am I? - When I Fall in Love - Where Or When - Who Can I Turn To? - With A Song in My Heart - Yesterday - You Took Advantage of Me |

## Actuaciones
Arpin actuó como solista y con orquestas por todo el mundo. En Canadá, actuó con Maureen Forrester y Peter Appleyard. Participó en varias ocasiones en el Mariposa Folk Festival, el St. Louis Ragtime Festival y el Scott Joplin Festival en Sedalia, Misuri. En la zona de Toronto, actuó regularmente en bares, clubes y salones de hoteles, especialmente en The King Edward Hotel, The Ports of Call, The Windsor Arms, Mr. Tony's y Pearcy House.

## Premios
Arpin fue nominado tres veces a los Premios Juno, otorgados para reconocer la excelencia de la música canadiense. En junio de 1998, ganó el Premio Scott Joplin de la Fundación Scott Joplin de Sedalia, Misuri.

## Crítica
El gran músico de ragtime Eubie Blake calificó a John Arpin como "el Chopin del ragtime", mientras que The New York Times lo calificó como "el Richter del ragtime". La revista High Fidelity comentó sobre uno de sus álbumes: "Esta es la colección de rags para piano mejor grabada que conozco y, sospecho, la que mejor se interpreta".

## Composiciones
Entre sus composiciones, destaca "Jogging Along" (tema musical del aclamado programa de radio de la CBC Morningside). También compuso el tema musical para los programas infantiles de TVOntario, Polka Dot Door y Polka Dot Shorts, y compuso la música para dichos programas. Arpin también compuso los temas para varios programas de la cadena CTV en la década de 1960. Su "Suite Lírica para Piano, Cuerdas y Percusión" ganó el primer premio entre 450 participantes en el Segundo Concierto Original Internacional de Yamaha en Tokio. También realizó arreglos musicales para varias bandas discográficas canadienses.
En 2005, la Escuela Coral de San Miguel (Toronto) le encargó componer y arreglar un popurrí de melodías navideñas que tituló "Yuletide on the Cool Side". Tuvo una acogida muy cálida en su estreno durante una gira de conciertos por Canadá.